# Liste des districts dans le borough londonien de Hackney
Ceci est une liste des districts du Borough londonien de Hackney.
Les zones du code postal de Hackney sont EC1, EC2, E1, E2, E5,E8, E9, E10, N1, N4, N5, et N16.

Hackney dans le Grand Londres

## Districts
| District         | Ville postale | Zone postal/District | Coordonnées                 | OS grid ref  |
| ---------------- | ------------- | -------------------- | --------------------------- | ------------ |
| Dalston          | LONDRES       | E8, N1, N16          | 51° 32′ 42″ N, 0° 04′ 12″ O | TQ345845     |
| De Beauvoir Town | LONDRES       | N1                   | 51° 32′ 37″ N, 0° 04′ 50″ O | TQ332842     |
| Finsbury Park    | LONDRES       | N4                   | 51° 34′ 06″ N, 0° 06′ 11″ O | TQ314872     |
| Hackney          | LONDRES       | E7, E8, E9           | 51° 32′ 36″ N, 0° 03′ 34″ O | TQ345845     |
| Hackney Central  | LONDRES       | E8, E9               | 51° 32′ 36″ N, 0° 03′ 34″ O | TQ345845     |
| Hackney Downs    |               |                      | 51° 33′ 03″ N, 0° 03′ 43″ O |              |
| Hackney Marshes  | LONDRES       | E9, E10              | 51° 33′ 25″ N, 0° 01′ 48″ O | TQ375845     |
| Hackney Wick     | LONDRES       | E9, E15              | 51° 32′ 31″ N, 0° 01′ 23″ O | TQ375845     |
| Roehampton       | LONDRES       | SW15                 | 51° 27′ 04″ N, 0° 14′ 35″ O | TQ225745     |
| Haggerston       | LONDRES       | E2, E8               | 51° 32′ 05″ N, 0° 04′ 36″ O | TQ335835     |
| Homerton         | LONDRES       | E9                   | 51° 33′ 08″ N, 0° 02′ 49″ O | TQ355855     |
| Hoxton           | LONDRES       | N1                   | 51° 32′ 02″ N, 0° 05′ 06″ O | TQ335835     |
| Kingsland        | LONDRES       |                      | 51° 32′ 35″ N, 0° 04′ 44″ O |              |
| Lea Bridge       | LONDRES       | E10                  | 51° 33′ 44″ N, 0° 02′ 44″ O | TQ355865     |
| London Fields    | LONDRES       |                      | 51° 32′ 28″ N, 0° 03′ 34″ O | TQ3455284304 |
| Lower Clapton    | LONDRES       | E5                   | 51° 33′ 08″ N, 0° 02′ 49″ O | TQ355855     |
| Manor House      | LONDRES       | N4                   | 51° 34′ 19″ N, 0° 05′ 48″ O | TQ320876     |
| Newington Green  | LONDRES       | N16, N1, N5          |                             |              |
| Shacklewell      | LONDRES       | E8, N16              | 51° 33′ 14″ N, 0° 04′ 19″ O | TQ335855     |
| Shoreditch       | LONDRES       | EC1, EC2, E1, E2, N1 | 51° 31′ 34″ N, 0° 04′ 41″ O | TQ325825     |
| South Hackney    | LONDRES       | E3, E9               | 51° 32′ 35″ N, 0° 02′ 51″ O | TQ355845     |
| Stamford Hill    | LONDRES       | N15, N16, E5         | 51° 34′ 14″ N, 0° 04′ 22″ O | TQ335875     |
| Stoke Newington  | LONDRES       | N16, E8              | 51° 33′ 41″ N, 0° 04′ 23″ O | TQ335865     |
| Upper Clapton    | LONDRES       | E5                   | 51° 34′ 13″ N, 0° 03′ 30″ O | TQ345875     |
| West Hackney     | LONDRES       | N16, E8              | 51° 34′ N, 0° 04′ O         | TQ340865     |

## Référence
- (en) Cet article est partiellement ou en totalité issu de l’article de Wikipédia en anglais intitulé « List of districts in the London Borough of Hackney » (voir la liste des auteurs).